# مانی‌ورس
مانی‌ورس (انگلیسی: ManiVerse، متولد: ۱۷ سپتامبر ۲۰۰۵ ) تولیدکننده محتوا و چهره رسانه‌ای کانادایی است که مخاطب های بین المللی دارد. وی هم اکنون در تورنتو، اونتاریو کانادا زندگی میکند.